# Green Street Hooligans 2
Green Street Hooligans 2 är en brittisk långfilm från 2009 i regi av Jesse V. Johnson, med Ross McCall, Suzanne May och Vernon Wells i rollerna. Den är en uppföljare till Green Street från 2004.

## Handling
Filmen handlar om några av medlemmarnas fängelsetid efter första filmen. Filmen börjar med att GSE-medlemmarna får byta fängelse till ett nytt, men flytten som var tänkt att hålla dem utanför bråk skapar bara mer. Millwallfans håller nämligen till på det nya fängelset, och deras boss (Graham McTavish) gör allting för att få deras tid där så lång, utmattande och smärtsam som möjligt.

## Rollista
- Ross McCall
- Suzanne May
- Vernon Wells
- Graham McTavish
- Marina Sirtis
- Timothy Murphy